# Ernst Wilfer
Ernst Wilfer (* Februar 1923 in Asch, Tschechoslowakei; † 10. September 2014) war ein deutscher Ingenieur und Erfinder, der sich bei Konstruktion, Bauleitung und Betrieb von Luftseilbahnen einen Namen machte.

## Leben
Ernst Wilfer wurde in der Stadt Asch im Egerland geboren. Er studierte Maschinenbau an der Technischen Universität in Prag, wurde 1942 zum Kriegsdienst eingezogen, diente im Deutsch-Sowjetischen Krieg und wurde in Russland schwer verwundet. Er war von der Vertreibung der Deutschen aus der Tschechoslowakei betroffen und arbeitete nach dem Zweiten Weltkrieg ab 1946 zunächst als Zeichner in einem Sonthofener Konstruktionsbüro. Später als Konstrukteur baute er mehrere Sesselbahnen, bei über zehn davon war er auch der Bauleiter.

### Seilbahnbau bei Weigmann
Bei der Firma Weigmann in Oberstdorf im Allgäu war er als Konstrukteur und Bauleiter an der Realisierung von zwei heute noch in Betrieb befindlichen Sesselbahnen an Wupper (Seilbahn Burg an der Wupper) und Mittelrhein (Seilbahn Assmannshausen) beteiligt. Weigmann baute während der wirtschaftlichen Blüte nach dem Zweiten Weltkrieg in den 50er Jahren mehrere fixe Sesselbahnen. Die beiden genannten Bahnen in Assmannshausen am Rhein und in Burg an der Wupper (Remscheid-Solingen) sind wegen ihrer Robustheit und Materialqualität seit über 50 Jahren lediglich mit Austausch einiger Verschleißteile praktisch noch im Originalzustand in Betrieb.
Das kleine Unternehmen baute in den 1950er Jahren Skilifte und Einer sowie 2er Sesselbahnen. Die schweren Stahlkonstruktionen galten als nahezu unzerstörbar und teuer. Als Weigmann Referenzen gelten außer den beiden genannten Doppelsesselbahnen der Koblatlift am Nebelhorn und diverse Skilifte im Schwarzwald. Nach dem frühen Tod des Inhabers Herbert Weigmann im Jahre 1956 löste sich die Firma auf und wurde schließlich auf die Hermann Heuss GmbH in Geretsried übertragen.
Die 1952 in Burg an der Wupper (bei Remscheid, Stadtgebiet Solingen) unter der Leitung von Ernst Wilfer in gut drei Monaten Bauzeit erstellte erste Doppelsesselbahn Deutschlands war bereits damals eine Attraktion und stellt heute eine nostalgische touristische Sehenswürdigkeit dar.

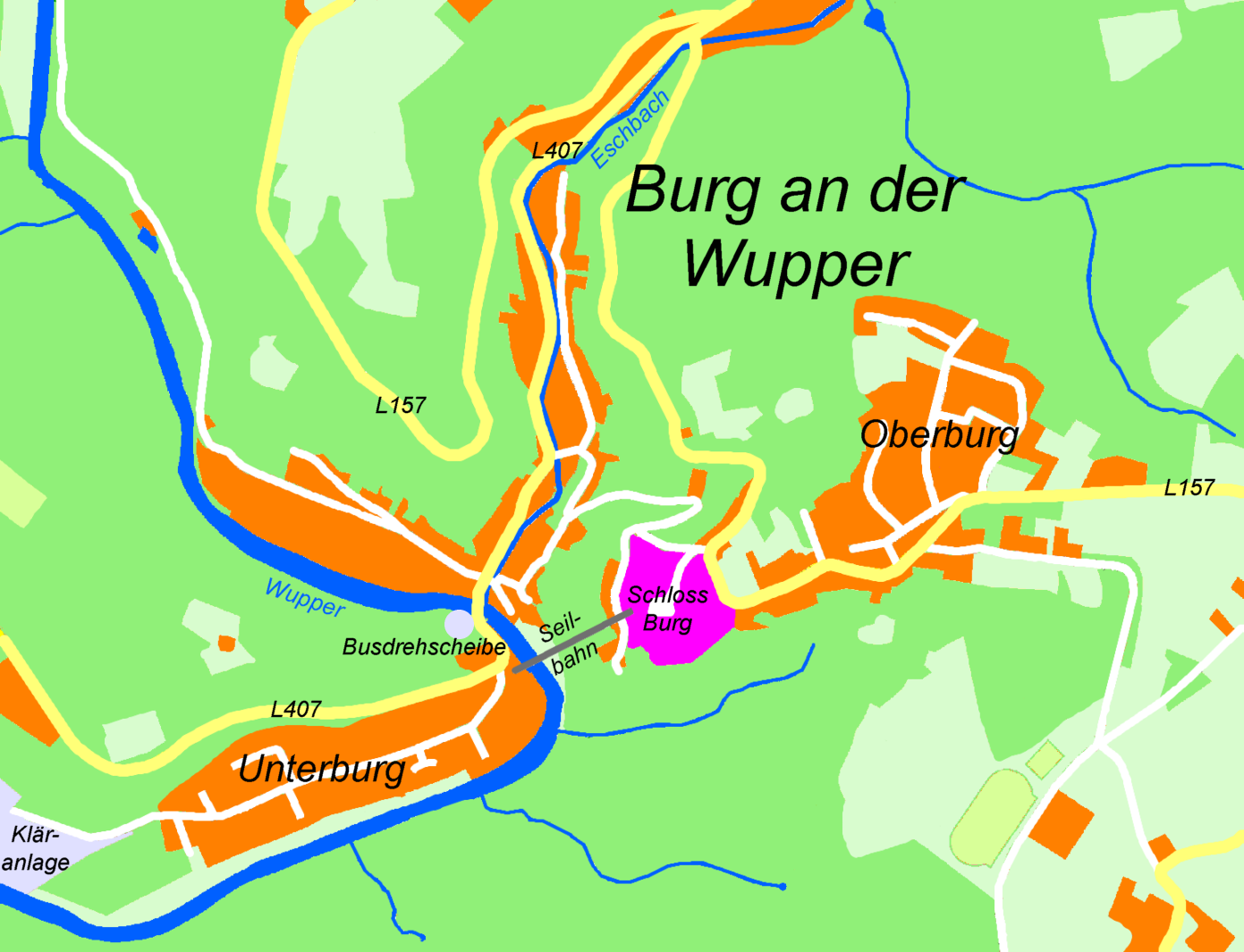
Karte von Burg an der Wupper
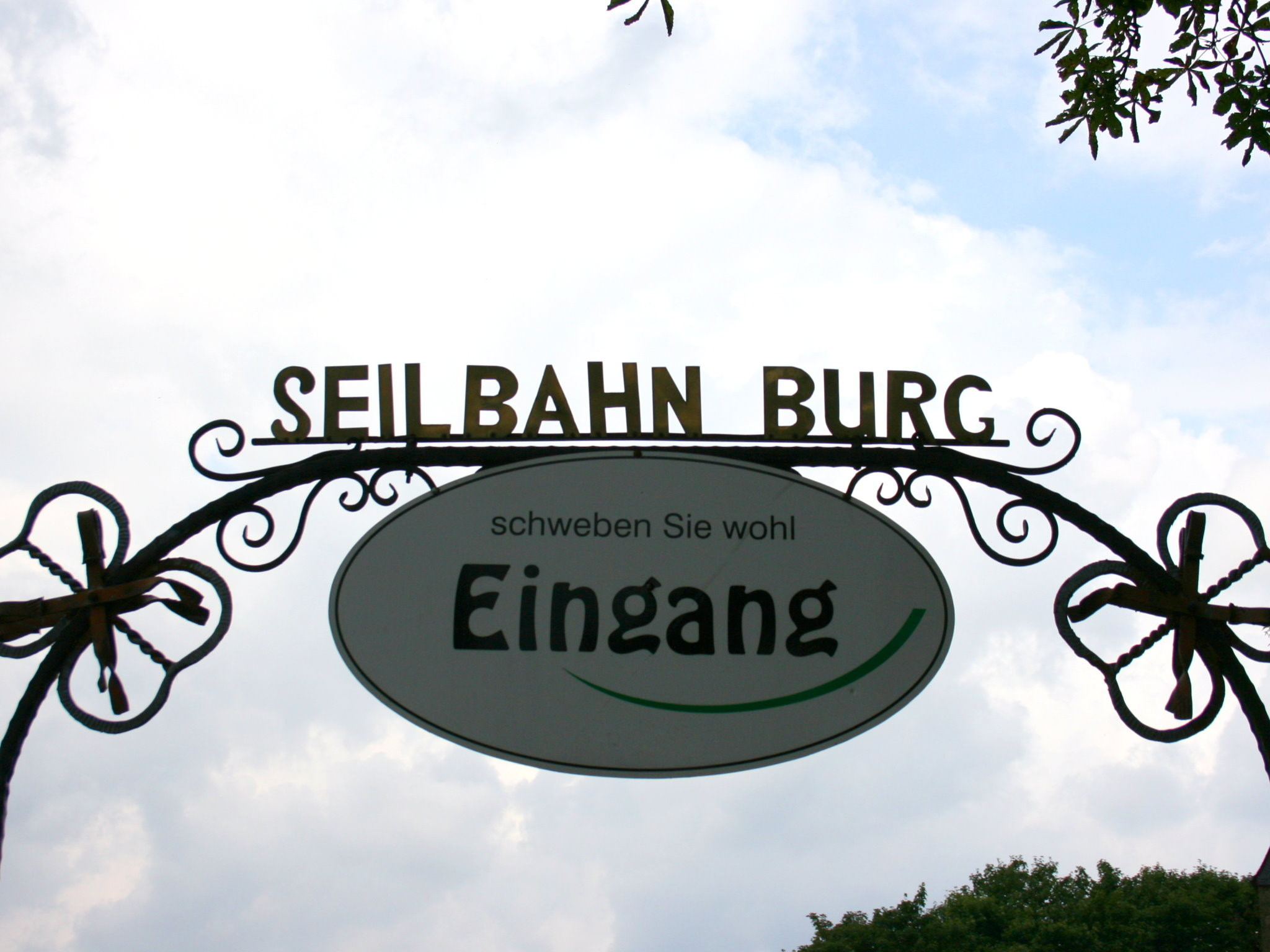
Eingangsschild
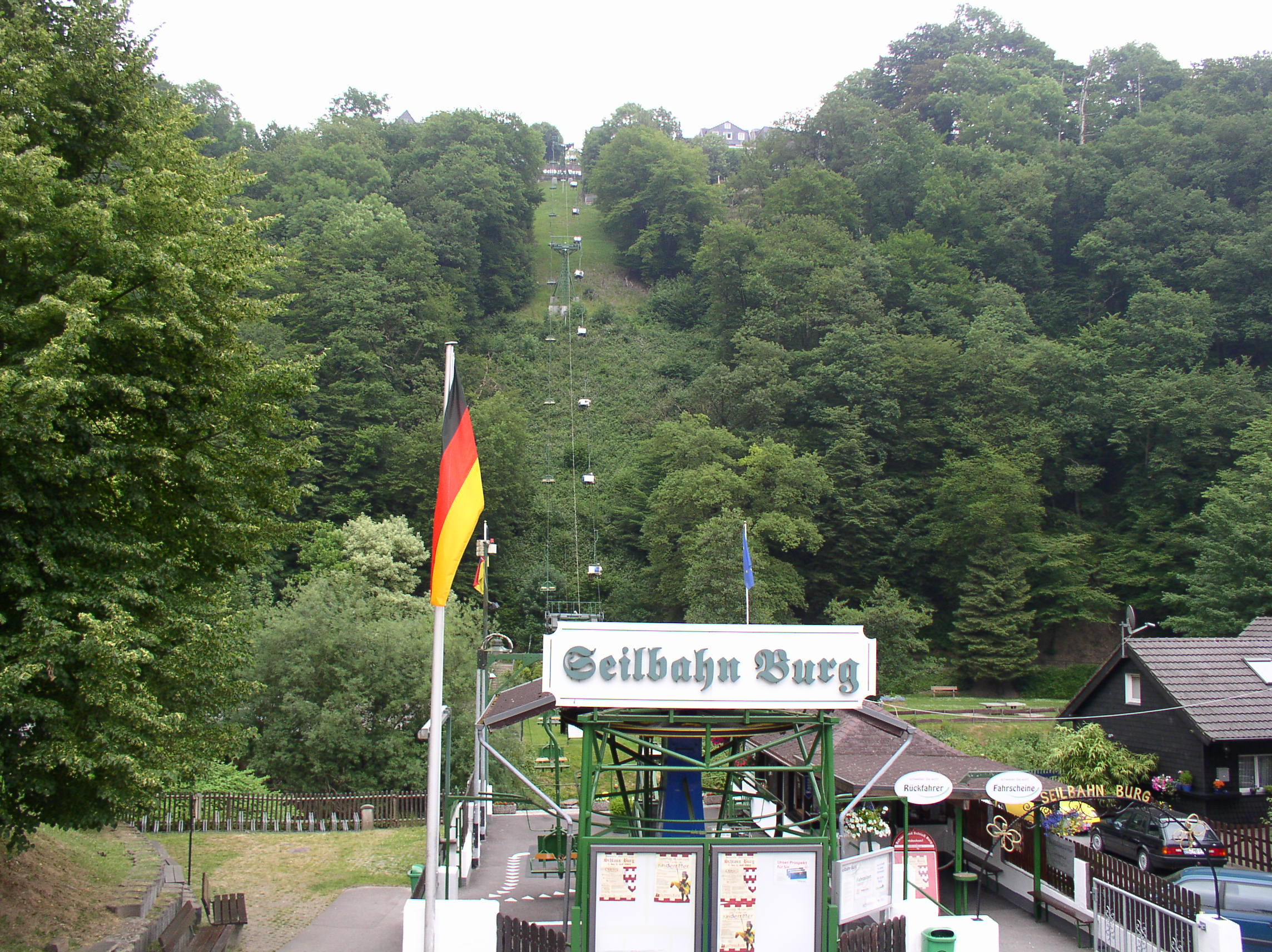
Zugang mit Blick nach oben
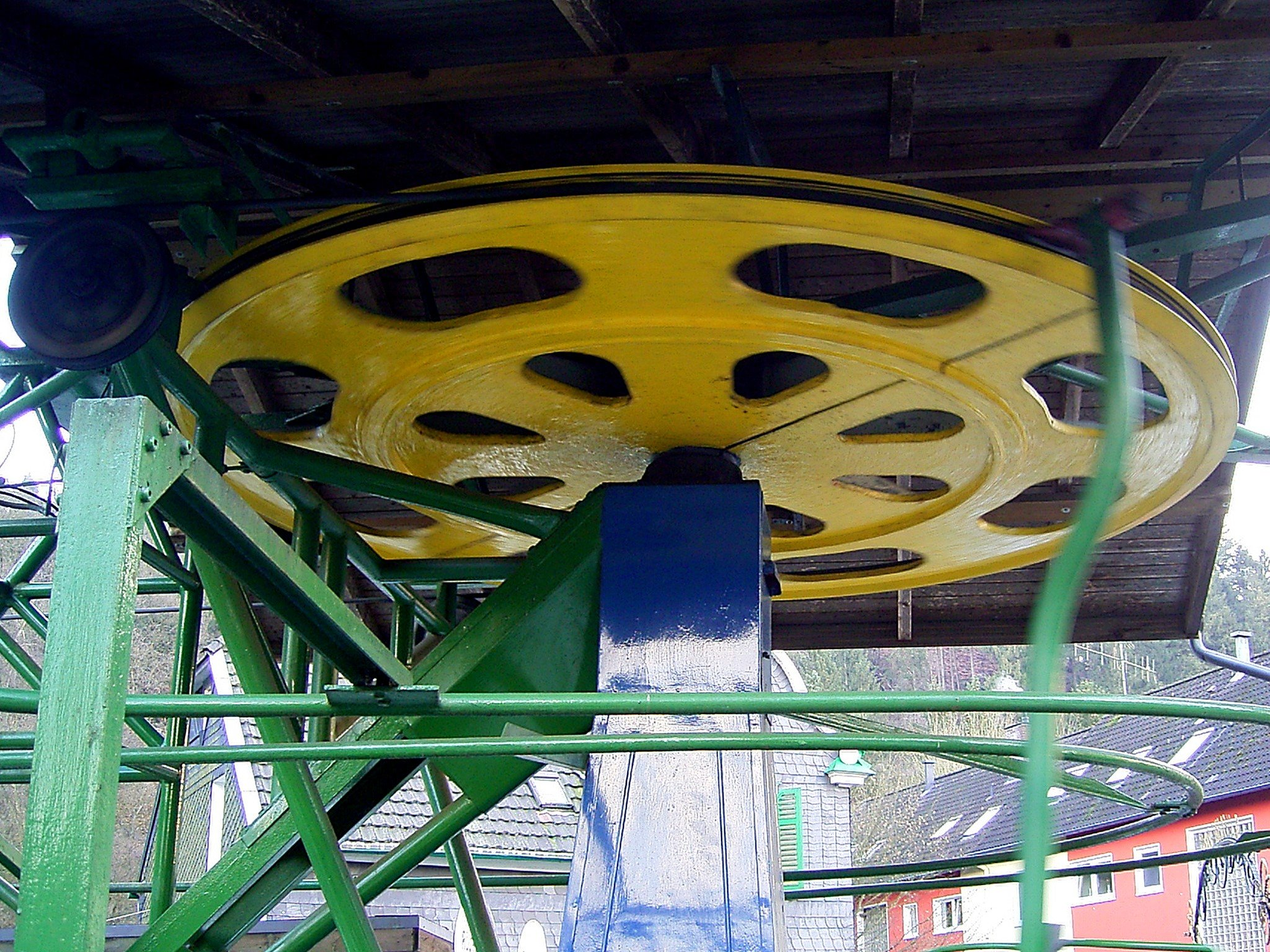
Umlenkscheibe in der Talstation
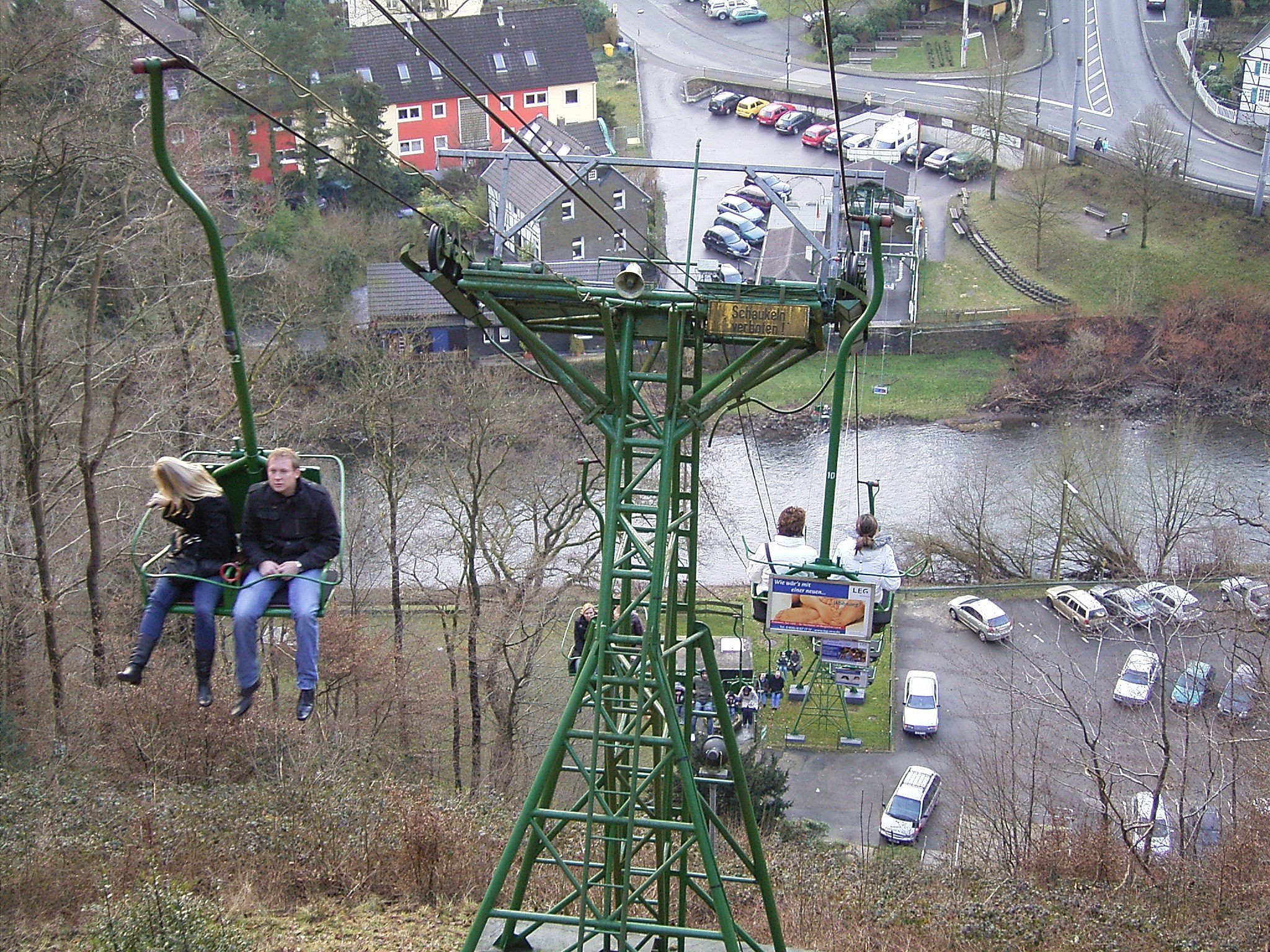
Blick zur Talstation
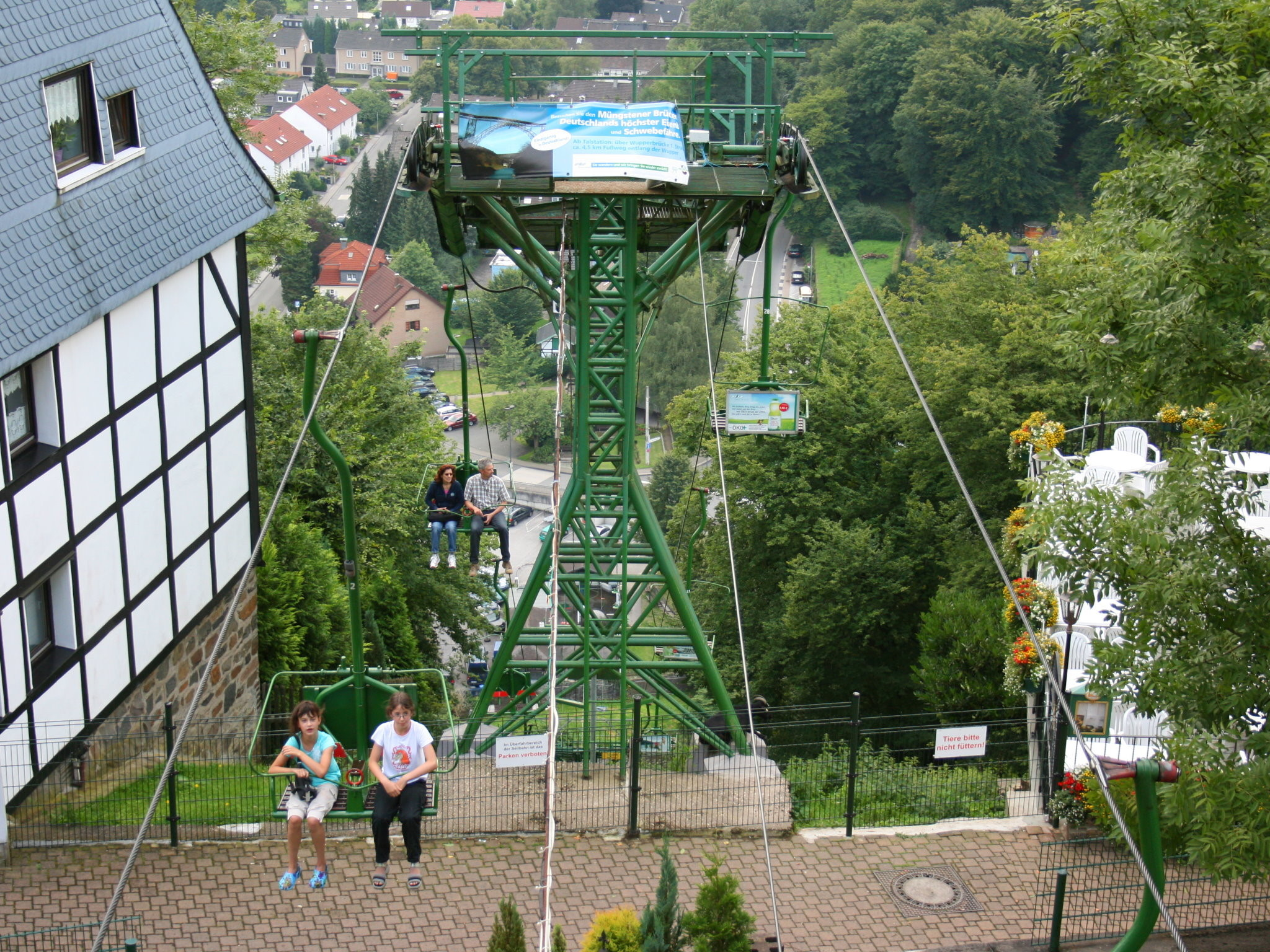
Oberer Abschnitt
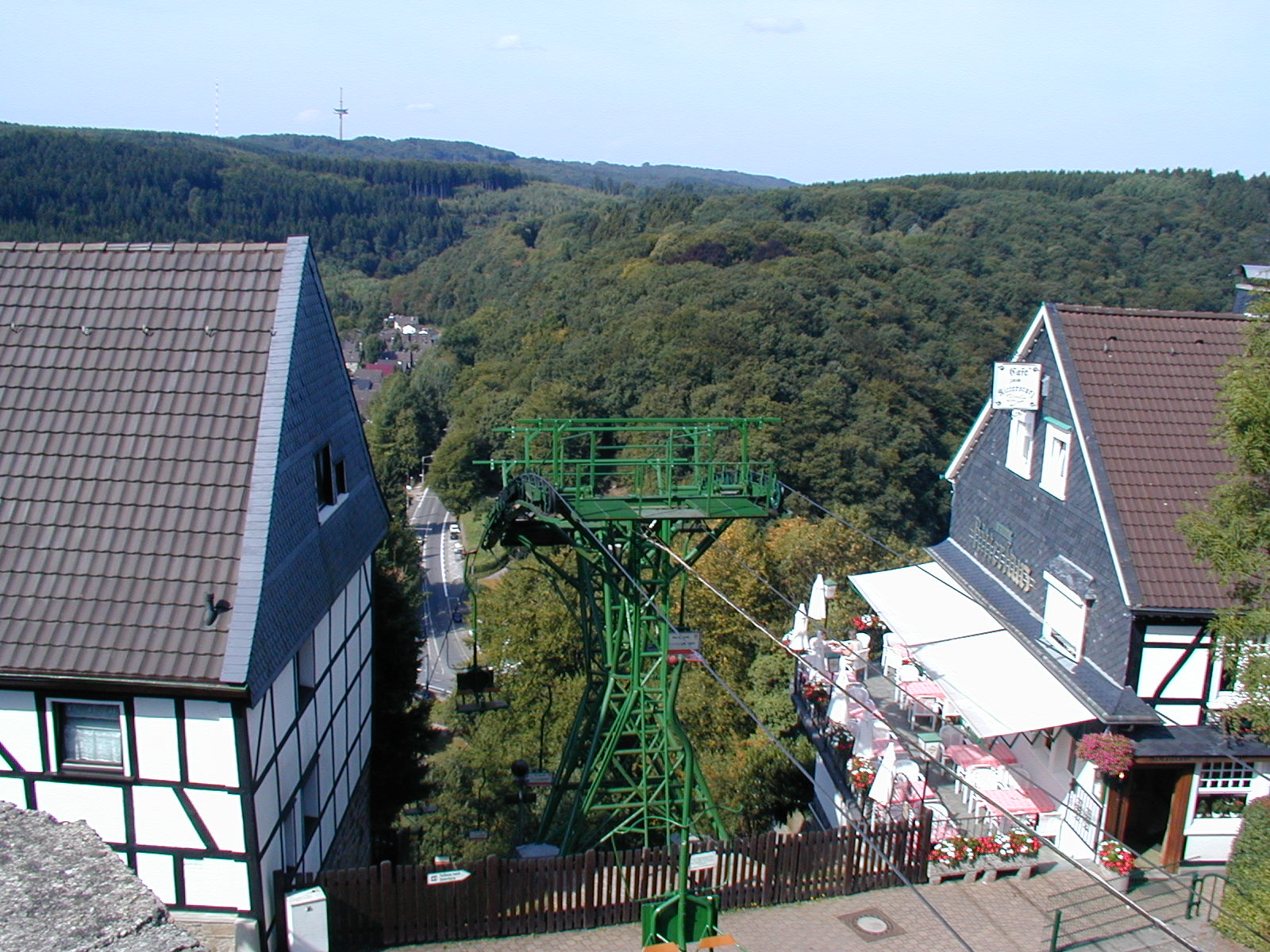
Nahe Bergstation
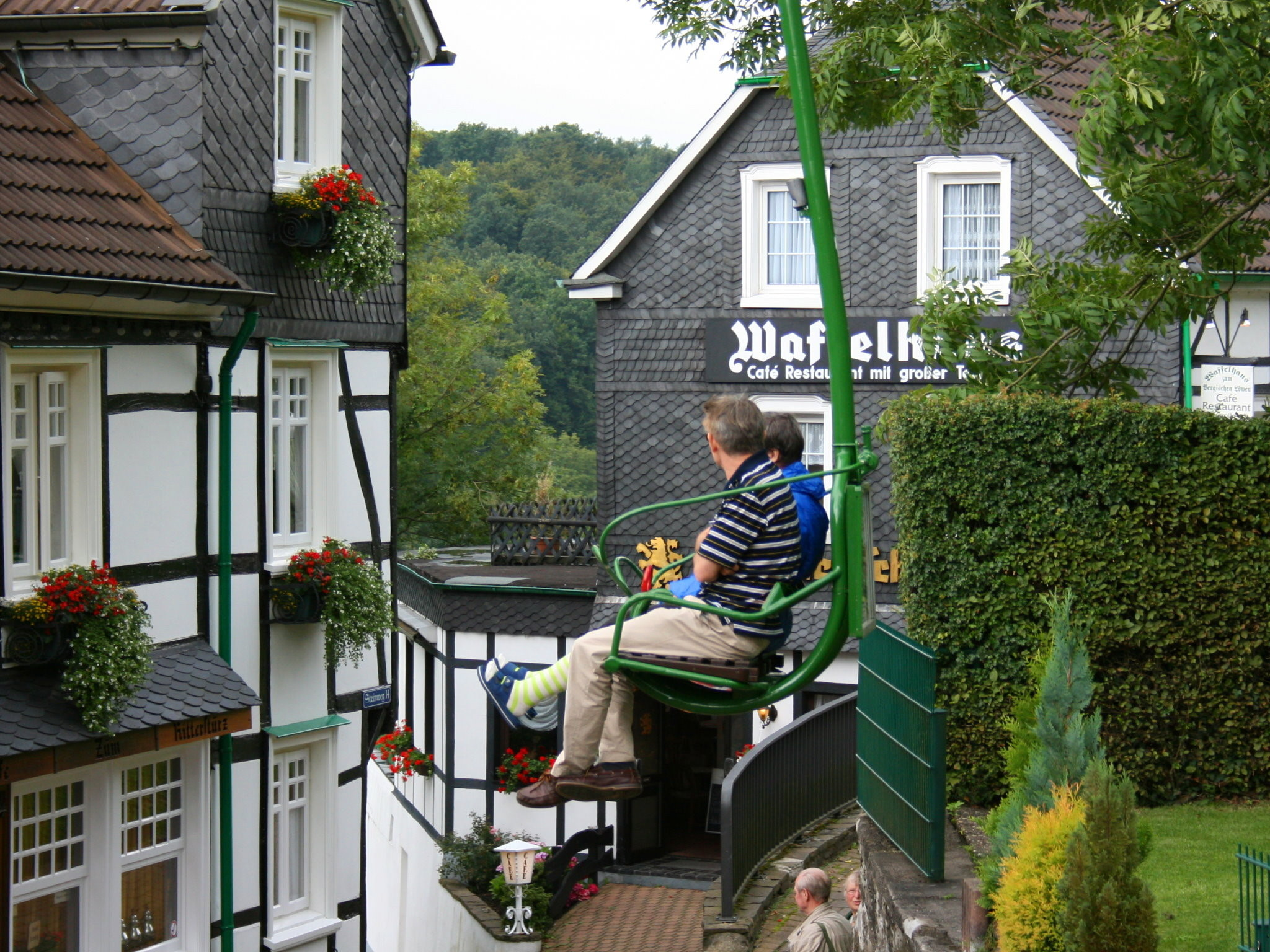
Zwischenausblicke
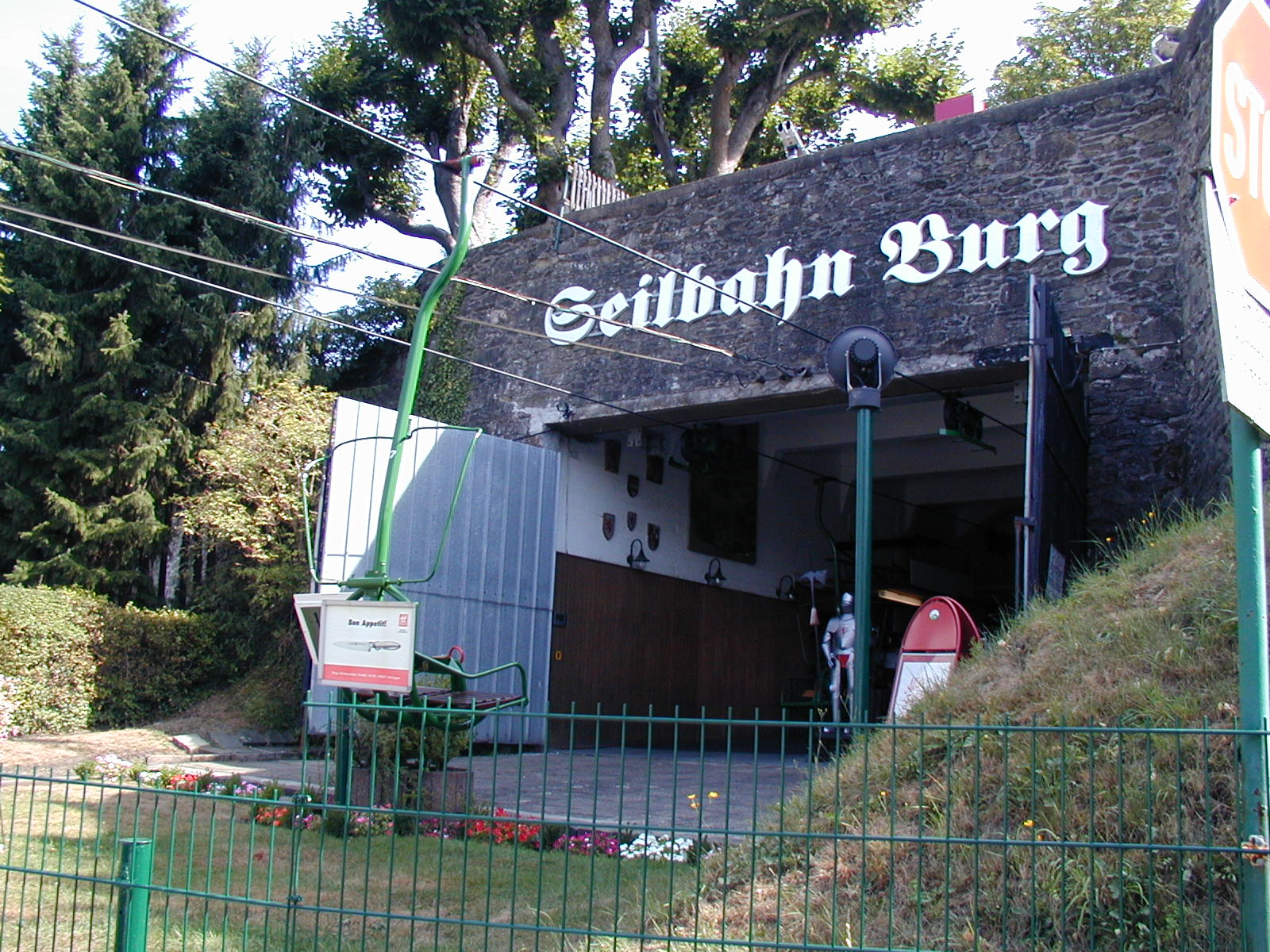
Bergstation mit Antrieb
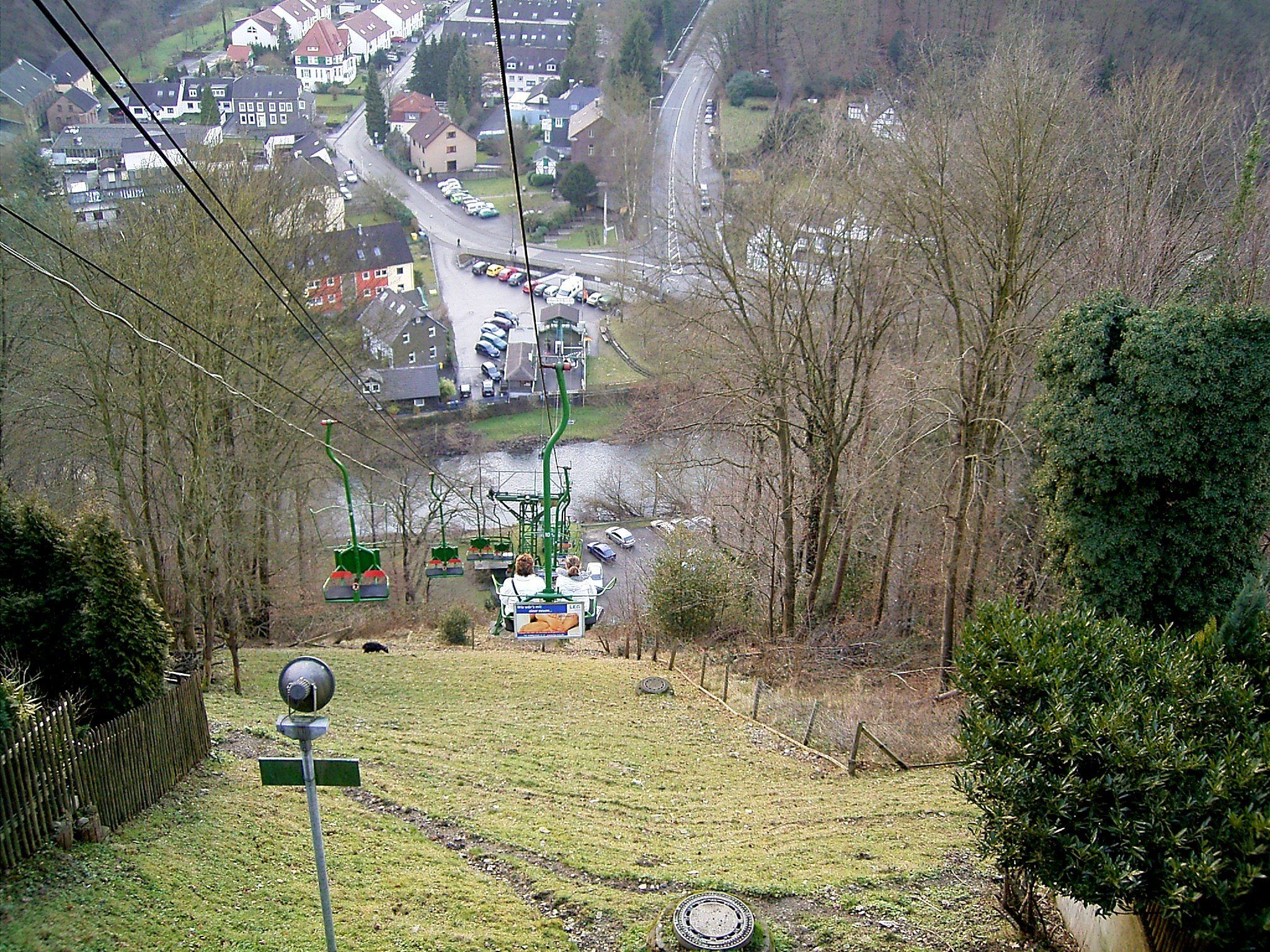
Wieder nach unten
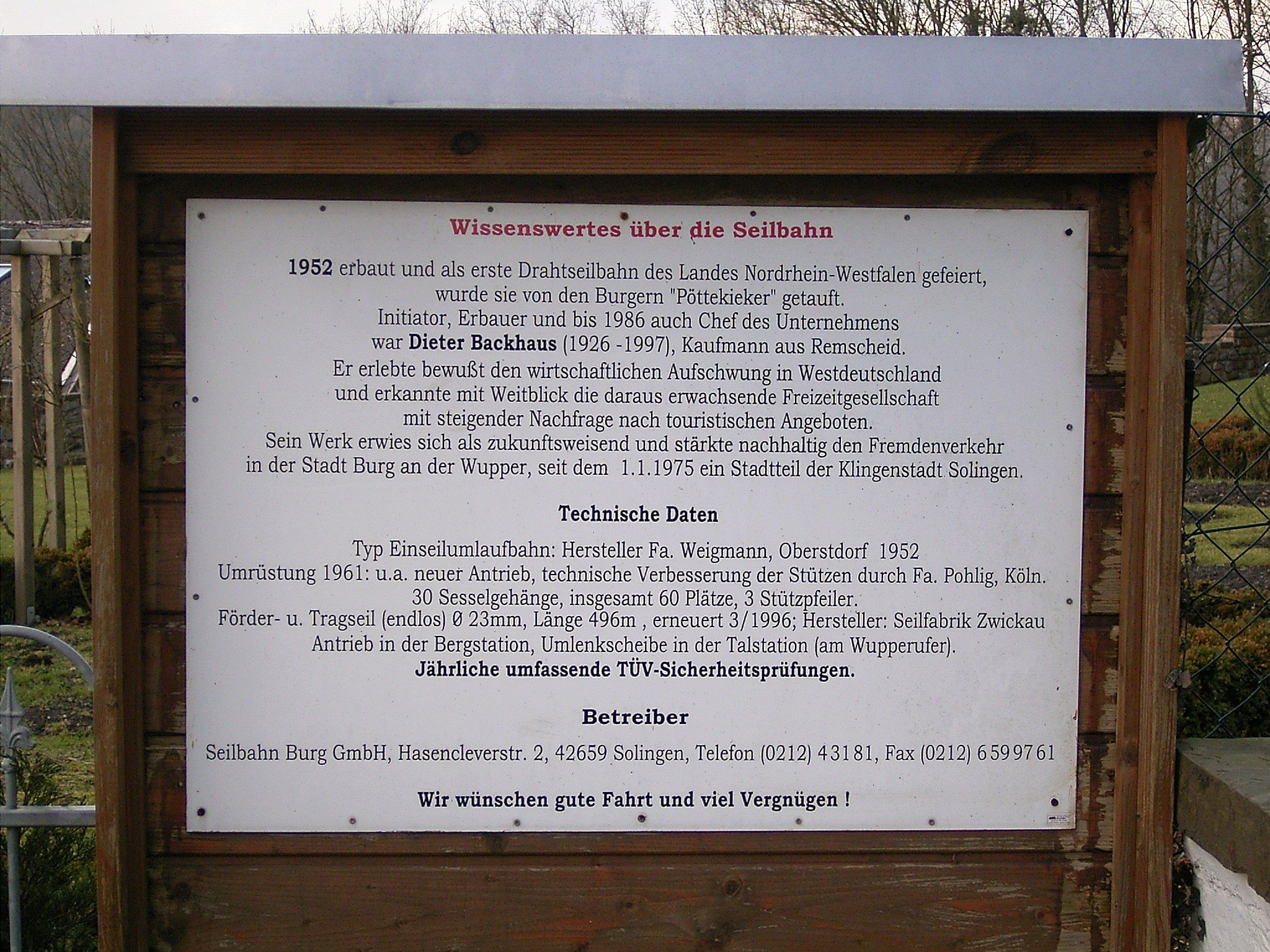
Informationstafel

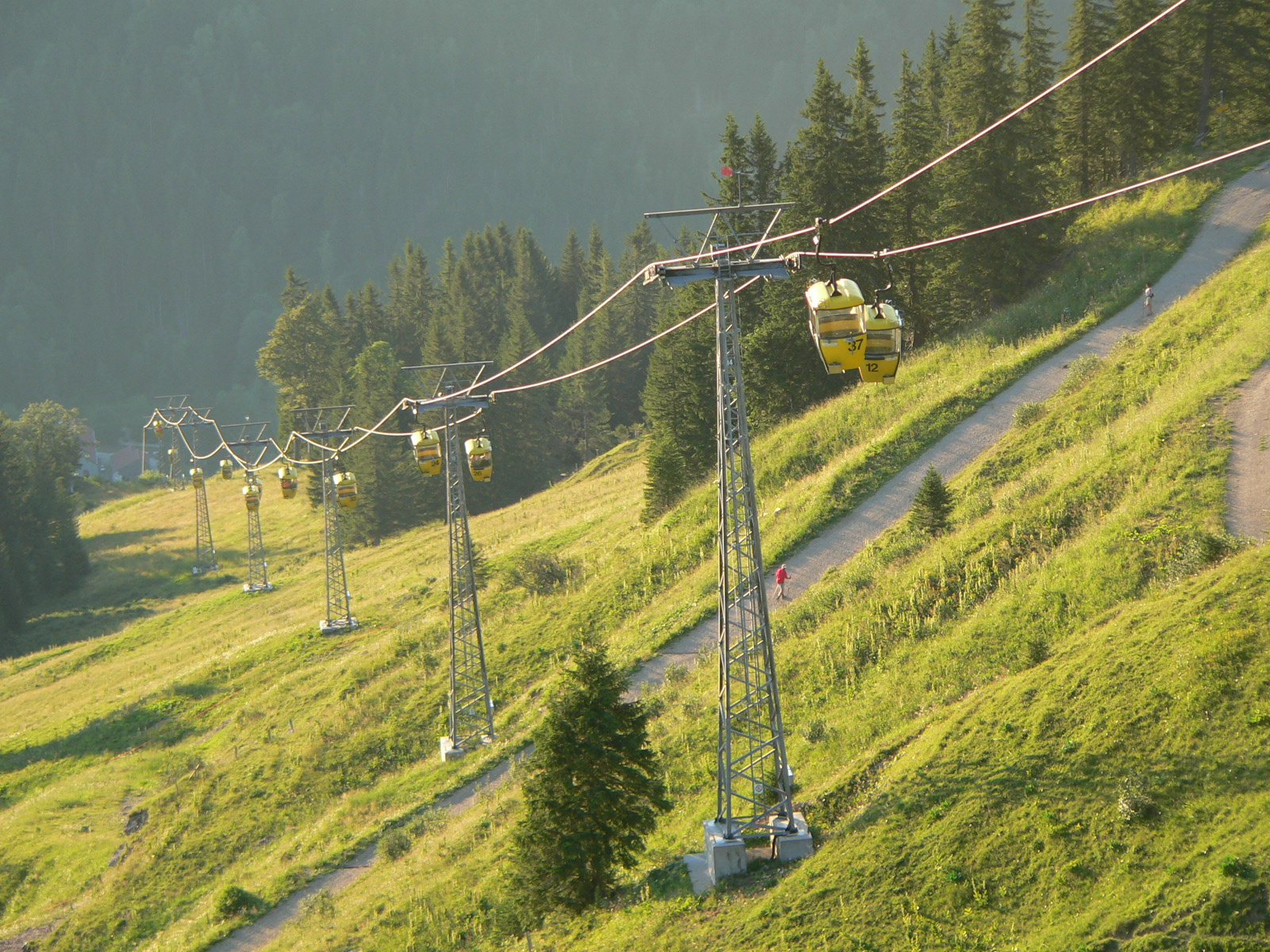
Hochgratbahn bei Steibis

Unter seiner Leitung entstand später mit dem Koblatlift die erste Sesselbahn auf dem Nebelhornplateau bei Oberstdorf in den Allgäuer Alpen. Sie wurde 1996 durch einen Viersersessellift (4-CLF) der Firma Leitner abgelöst.

### Karwendelbahn und Lawinensprengbahn
1967 ging nach einem zweiten Projektanlauf mit Unterstützung Wilfers die Pendelkabinenbahn von Mittenwald in das Karwendelkar unterhalb der Westlichen Karwendelspitze in Betrieb (sogenannte Karwendelbahn). Sie erschloss das berühmte Dammkar-Skigebiet Mittenwalds. Anschließend wirkte er an der Karwendelbahn als Betriebsleiter.
In diese Zeit fiel auch sein wohl spektakulärstes Projekt, eine Funktionsseilbahn für Lawinensprengungen im Dammkar-Skigebiet, die er selbst entwarf und errichtete. Die Sprengsätze wurden an der Bahn befestigt und dann über dem betroffenen Gebiet heruntergelassen.
Seit der Existenz der Lawinenspreng-Seilbahn musste sich niemand mehr in gefährdete Gebiete begeben, um dort unter Einsatz seines Lebens eine Lawine kontrolliert zum Abgang bringen. Die Methode besaß auch Vorteile gegenüber dem seinerzeit aufkommenden Hubschraubereinsatz. Das war einmal ihre Betriebsbereitschaft bei jedem Wetter, zum anderen erfolgten ihre Sprengungen über der Schneedecke, wobei deutlich größere Flächen gelöst werden konnten. Allerdings wollte man anfangs dem Konzept nicht trauen. Lediglich das Gewerbeaufsichtsamt in München war von Wilfers Idee überzeugt.
Erst Jahre später würdigte man Ernst Wilfer für seine Erfindung und verlieh ihm 1983 das Bundesverdienstkreuz am Bande sowie die bayerische Staatsmedaille.

### Hochgratbahn
In den Jahren 1970/1971 war Wilfer am Bau der Hochgrat-Kabinenbahn als Konstrukteur beteiligt. Anschließend übte er dort 23 Jahre lang bis zu seinem Ruhestand die Funktion des Betriebsleiters aus.

## Veröffentlichungen
- Ernst Wilfer: Die neue Karwendelbahn in Mittenwald, Artikel in der Zeitschrift Verkehr und Technik, 1966, Heft 1